# ダニエル・アダムス・レイ
ダニエル・アダムス・レイ（Daniel Adams-Ray, 1983年8月18日 - ）は、スウェーデンの歌手、ラッパー。2000年頃よりOskar Linnrosと供にヒップホップ/ラップデュオ、Snookのメンバーとして活動。Snookの解散後はソロシンガーとなっている。Snook時代にはBig Danneというステージネームを使うこともあった。

## 来歴
スウェーデン人の父とインドネシア人の母を持つ。ケニア、ナイロビに生まれ、13歳頃までそこで育つ。2006年に一家はオランダへ引っ越し、その一年後スウェーデンのリディンゲへ移り住んだ。

### Snook
中学校を卒業後、入学した高校（Viktor Rydberg Gymnasium）で、Snookでのパートナーとなるオスカル・リンロスと出会う。意気投合した彼らは供にラップをはじめ、2000年にSnookを結成した。2004年、1stアルバム「Vi vet inte vart vi ska men vi ska komma dit」をリリース。シングル「Mr.Cool」がラジオでヒットし、ゴールドディスクを獲得。また、スウェーデンの音楽アワード「P3 Guld」をベストソング部門で受賞。2006年にはセカンドアルバム「Är」をリリースし、2006年のMTV Europe Music Awardsの「スウェーディッシュミュージックグループ」部門や、スウェーデン版グラミー賞の「ヒップホップ/ラップ」部門を受賞している。
また、ダニエルはフリースタイルラップの名手でもあり、2004年にはフリースタイルバトルのスウェーデンチャンピオンにもなっている。
2007年頃から音楽性の違いなどを理由にオスカルとの関係が悪化したため、2008年ころよりSnookの活動は停止している。

### ソロキャリア
この頃、ダニエルはストックホルムのBerghs School of Communicationでファッションデザインを学び始めた。2007年からはNette Sandströmとハイ・ストリートのファッションブランド「Lagom」を展開していたが、2014年にストックホルムのブティックは撤収、現在は活動していない。
2009年までは音楽面での目立った活動は無かったが、自身のファッションショーのために音楽制作をする中でソロキャリアのスタートを決意、2010年には「Svart, vitt och allt däremellan」をリリースした。モータウンやアフロビート、ヒップホップ、サーフポップの影響を受けたサウンドと、ナイロビでの幼少期や社会批判にもフォーカスした内容で評価を受ける。同アルバムからの２枚目のシングル「Gubben i lådan」はスウェーデンのトップチャートで１位を記録した。また、スウェーデンの夏期の音楽フェスティバルにも勢力的に参加している。
2013年にはセカンドアルバム、「Innan vi suddas ut」をリリース。前作では聴かれなかったラップも再び用いている。現在は主にポップシンガーとして知られるが、ソロ活動開始以降もPetterやAdam Tensta、Organismenなどのスウェーデンのヒップホップアーティストと交流があり、ゲストボーカルとして音源に参加することもある。2015年にはAviciiのアルバム、「Stories」収録の「Somewhere in Stockholm」でゲストボーカルも務めた。また2016年の「För er」のミュージックビデオには、スウェーデンのサッカー選手ヨン・グィデッティも出演している。
2016年８月にはWay out westでオスカルがダニエルのステージにゲストで出演、新曲を披露。９月にはSnook名義ではなくOskar Linnrosとの連名でシングル「Sitter på en dröm」をリリースした。Snookの再結成はされていないが、その後も時折お互いのステージにゲストで登場している。
2017年にはHUMAN名義での活動をスタート。ソロやバンドではなく、コレクティヴという形態という説明をなされており、歌詞は全て英語である。2017年11月にはシングル「HIGHER」を、2018年2月にはAviciiとの共作である「GHOST」をリリース。2018年にアルバムをリリース予定。
また、近年はアスリートとしての活動にも力を入れており、2017年にはトライアスロンの世界選手権にも出場した。また、現在のダニエル自身のレーベル、Yo Running Clubはレコードレーベルと実際のランニングクラブ両方の運用がなされている。

## ディスコグラフィ

### スタジオアルバム
- 2010- Svart, vitt och allt däremellan
- 2013 - Innan vi suddas ut
- 2016 - För er（EP）

### アルバム未収録シングル
- 2015 - Thinking of Sunshine（曲の提供はAvicii
- 2016 -  Sitter på en dröm（Oskar Linnrosと連名でのリリース）

### ライブアルバム
- 2011 - Svart, vitt och allt däremellan (Live)